# قرية حمزاوي
قرية حمزاوي هي إحدى القرى التابعة لمركز يوسف الصديق في محافظة الفيوم في جمهورية مصر العربية. حسب إحصاءات سنة 2006، بلغ إجمالي السكان في قرية حمزاوي 15306 نسمة، منهم 7918 رجل و7388 امرأة.